# 十字架上のキリストの前に跪くブランデンブルクのアルブレヒト枢機卿
『十字架上のキリストの前に跪くブランデンブルクのアルブレヒト枢機卿』（じゅうじかじょうのキリストのまえにひざまずくブランデンブルクのアルブレヒトすうききょう、独: Kardinal Albrecht von Brandenburg vor dem Gekreuzigten、英: Cardinal Albert of Brandenburg before Christ on the Cross）は、ドイツ・ルネサンスの画家ルーカス・クラナッハ (父) が1520–1530年にマツ板の上に油彩で制作した絵画である。本来、アシャッフェンブルクの参事会聖堂にあったが、1829年にミュンヘンのアルテ・ピナコテークに所蔵された。

## 作品
十字架に架けられたイエス・キリストの前や傍らに寄進者を描くという構成は、17世紀まで記念肖像画の基本になっていた。枢機卿である寄進者アルブレヒト・フォン・ブランデンブルク (Albrecht von Brandenburg、1490–1545年)  が、十字架上のキリストの前に跪いて祈りを捧げている。ゴルゴタの丘からは渦巻く雲を伴う嵐が見える。アルブレヒトの肖像は、アルブレヒト・デューラーの版画にもとづいている。
ゴシック様式の寄進者を描いた絵画とは違い、ここには寄進者と神との間を仲介する寄進者と同名の守護聖人は登場していない。枢機卿は直接キリストの前に登場している。さらに2人の身体の大きさは同じで、枢機卿はキリストより小さく描かれてはいない。世俗の人物の重要性と有力性が強調されており、赤色の大きな枢機卿の衣服の人物像が画面前景を占めている。アルブレヒトは直接キリストを見ておらず、画面の外に視線を逸らしているようである。彼は心のうちでキリストを見ているのである。
本作で、クラナッハは色彩画家としての技量を示している。枢機卿の衣服とクッションの大きな赤の色面は周辺と対照をなしている。また、キリストの鞭打たれた身体は同様に暗色の空と対照をなしている。